# Садувка
Садувка (пол. Sadówka) — село в Польщі, у гміні Стрикув Зґерського повіту Лодзинського воєводства.
Населення — 127 осіб (2011).

## Демографія
Демографічна структура станом на 31 березня 2011 року:
|          | Загалом | Допрацездатний вік | Працездатний вік | Постпрацездатний вік |
| -------- | ------- | ------------------ | ---------------- | -------------------- |
| Чоловіки | 63      | 15                 | 42               | 6                    |
| Жінки    | 64      | 11                 | 37               | 16                   |
| Разом    | 127     | 26                 | 79               | 22                   |